# Serisay Barthélémy
Serisay Barthélémy (sinh ngày 6 tháng 1 năm 1984) là một cầu thủ bóng đá đến từ Pháp hiện tại thi đấu cho Sisaket.